# Bibliothèque de Vuosaari
La bibliothèque de Vuosaari (finnois : Vuosaaren kirjasto) est une bibliothèque du quartier de Vuosaari à Helsinki en Finlande.

## Présentation
La bibliotheque de Vuosaari est installée dans le centre culturel Vuotalo, à proximité du centre commercial Columbus et de la station de métro Vuosaari. 
La bibliothèque de Vuosaari est l'un des établissements de la bibliothèque municipale d'Helsinki.

## Groupement Helmet de bibliothèques
La bibliothèque de Sello fait partie du groupement Helmet, qui est un groupement de bibliothèques municipales d'Espoo, d'Helsinki, de Kauniainen et de Vantaa ayant une liste de collections commune et des règles d'utilisation communes.